# Bobby Gibbes
Robert Henry Maxwell Gibbes, né le 6 mai 1916 à Young en Nouvelle-Galles du Sud et mort le 11 avril 2007 à Sydney, est un as de l'aviation australien de la seconde Guerre mondiale et le plus ancien commandant du No. 3 Squadron RAAF en temps de guerre. Officiellement crédité de 101⁄4 victoires aériennes, d'autres recherches lui en attribuent 12, dont deux partagés avec d'autres pilotes. Gibbes réussit également à détruire 5 avions ennemis et à en endommager 16. Il commande le No. 3 Squadron en Afrique du Nord entre février 1942 et avril 1943, en dehors d'un court laps de temps durant lequel il doit se faire soigner une blessure de guerre. 
Bobby Gibbes passe son enfance à Young, une localité rurale de la Nouvelle-Galles du Sud. Il travaille comme jackaroo et vendeur avant de rejoindre la Royal Australian Air Force en février 1940. Affecté au Moyen-Orient en avril 1941, il participe aux combats avec le No. 3 Squadron durant la campagne Syrie, et devient commandant pendant la guerre du Désert, où ses capacités de meneur d'homme et de pilote aguerri lui valent de recevoir l'ordre du Service distingué et la Distinguished Flying Cross. Par la suite, il est affecté dans le Pacifique Sud-Ouest et participe à la mutinerie de Morotai avec le No. 80 Wing de l'Australian First Tactical Air Force, en avril 1945. Après la guerre, il passe de nombreuses années en Nouvelle-Guinée à développer le secteur de l'industrie locale, activité pour laquelle il est décoré de la médaille de l'ordre d'Australie en 2004. Après sa retraite des forces aériennes, Bobby Gibbs ne délaisse pas sa passion pour l'aviation et continue de voler jusqu'à l'âge de 85 ans.